# Dancé (Loire)
Dancé korábbi község (település) Franciaországban, Loire megyében. 2019. január 1-jén Amions és Saint-Paul-de-Vézelin községgel egyesült és delegált községként Vézelin-sur-Loire új község része lett.
Lakosainak száma 172 fő (2018. január 1.). Dancé Bully, Amions, Cordelle, Saint-Paul-de-Vézelin, Saint-Polgues és Souternon községekkel határos.

## Népesség
A település népességének változása:
| Lakosok száma | 177  | 117  | 97   | 110  | 140  | 164  | 168  | 175  | 171  | 172  |
|               | 1968 | 1975 | 1982 | 1999 | 2006 | 2011 | 2013 | 2016 | 2017 | 2018 |